# Roger A. Lessard
Pour les articles homonymes, voir Lessard.
Roger A. Lessard (1944-2007) est un physicien canadien, né à East Broughton.

## Biographie
Il obtient son baccalauréat en physique de l'Université Laval en 1969, et son doctorat en optique de la même institution en 1971. En 1989, toujours à l'Université Laval, il fonde le Centre d'optique, photonique et laser. Il est directeur du département de physique de cette université de 2001 à sa mort. Ses travaux sur les matériaux optiques et holographiques lui valent en 2000 un doctorat honoris causa de l'Université Blaise-Pascal, en France.

## Honneurs
- 2002 - Chevalier de l'Ordre national du Québec pour sa contribution au développement de l’optique[3].
- 1993 - Fellow de la Society of Photo-Optical Instrumentation Engineers.
- 1993 - Fellow de l’Optical Society.
- 1993 - Fellow de l’Institute of Electrical and Electronics Engineers.
- 2002 - Prix Innovation.